# 八大地獄
八大地獄（又名八熱地獄），是佛教所謂四類地獄之一。八大地獄位於地心，最底層就是阿鼻地獄。而每一個火地獄又各自擁有十六個小地獄。
地獄有所謂“四類十八地獄”，四類即八大地獄、近邊地獄（遊增地獄）、八寒地獄、孤獨地獄。其中最主要的是八大地獄，熔爐奇熱，故又稱八熱地獄。但八熱地獄和八寒地獄有是根本地獄兩大類，上下縱貫的八大炎熱地獄，以及四方連橫的八大寒冰地獄。

## 八熱地獄
從淺層到最深層依序介紹：
1. 等活地獄（Sañjīva）－位於閻浮提地下1千由旬處，長寬各1萬由旬。刑期為等活地獄的500年，等同於人間的1兆6653億年。
2. 黑繩地獄（Kālasūtra）－位於等活地獄之下，痛苦程度為等活地獄的10倍。刑期為黑繩地獄的1000年，等同於人間的13兆3225億年。
3. 眾合地獄（Saṃghāta）－位於黑繩地獄之下，痛苦程度為黑繩地獄的10倍。刑期為眾合地獄的2000年，等同於人間的106兆5800億年。
4. 叫喚地獄（Raurava）－位於眾合地獄之下，痛苦程度為合大地獄的10倍。刑期為叫喚地獄的4000年，等同於人間的852兆6400億年。
5. 大叫喚地獄（Mahāraurava）－位於叫喚地獄之下，痛苦程度為叫喚地獄的10倍。刑期為大叫喚地獄的8000年，等同於人間的6821兆1200億年。
6. 焦熱地獄（Tapana）－位於大叫喚地獄之下，痛苦程度為前五個地獄總合的10倍。刑期為焦熱地獄的16000年，等同於人間的5京4568兆9600億年。
7. 大焦熱地獄（Pratāpana）－位於焦熱地獄之下，痛苦程度為前六個地獄的一切的所有痛苦乘10倍並且重覆承受。刑期為半中劫。裡面的火焰最大時達高500由旬、寬200由旬，即使離大焦熱地獄3000由旬處仍可聽見罪人的慘叫。
8. 阿鼻地獄或無間地獄（Avīci）－「阿鼻」為梵語，漢譯為無間。本獄位於大焦熱地獄之下，長寬高各2萬由旬；罪人掉落到此處要花上2000年，痛苦程度為前七大地獄並在於別處一切的所有痛苦以此為一分，阿鼻地獄的痛苦會有1000分。[2]刑期為一中劫。